# Rahola (Tampere)
Rahola est un quartier de Tampere en Finlande.

## Description
Rahola est un quartier de l'ouest de Tampere. 
Le quartier est bordé au nord par la voie ferrée Tampere–Pori, à l'ouest par Kalkku et Villilä, à l'est par Kaarila et au sud par le lac Pyhäjärvi. 
Rahola est situé près de la frontière Tampere-Nokia et il est divisé en deux zones géographiques, Ala-Rahola ja Ylä-Rahola.

## Personnalités
- Ari Hjelm
- Eino Mäkinen

## Galerie

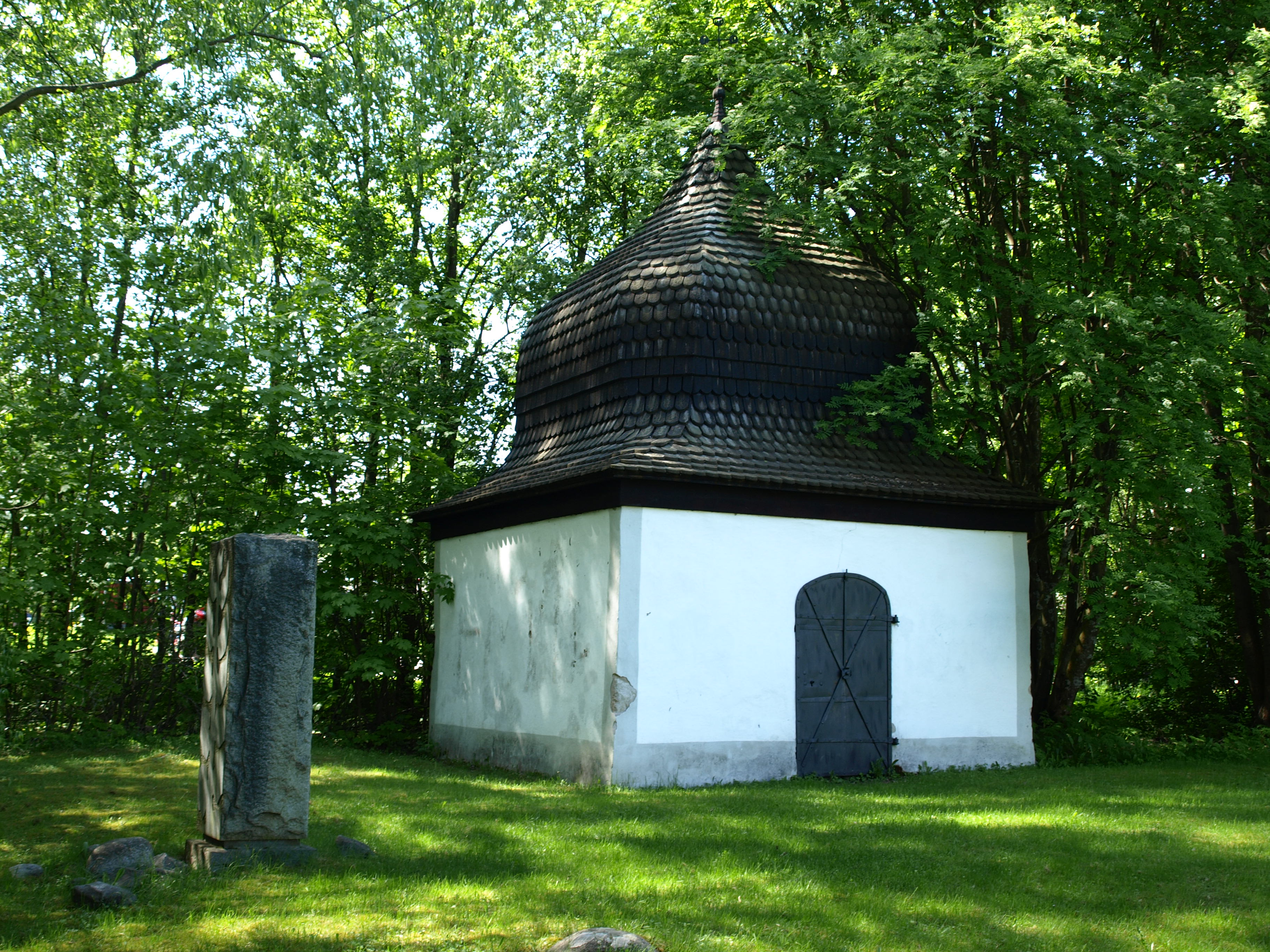
Tombeau de la famille Gadd.